# Oakham (Massachusetts)
Oakham és una població dels Estats Units a l'estat de Massachusetts. Segons el cens del 2000 tenia 1.673 habitants.

## Demografia
Segons el cens del 2000, Oakham tenia 1.673 habitants, 578 habitatges, i 467 famílies. La densitat de població era de 30,6 habitants/km².
Dels 578 habitatges en un 41,5% hi vivien nens de menys de 18 anys, en un 71,5% hi vivien parelles casades, en un 6,4% dones solteres, i en un 19,2% no eren unitats familiars. En el 14,7% dels habitatges hi vivien persones soles el 5,2% de les quals corresponia a persones de 65 anys o més que vivien soles. El nombre mitjà de persones vivint en cada habitatge era de 2,89 i el nombre mitjà de persones que vivien en cada família era de 3,24.
Per edats la població es repartia de la següent manera: un 29,6% tenia menys de 18 anys, un 6% entre 18 i 24, un 29% entre 25 i 44, un 27,5% de 45 a 60 i un 7,8% 65 anys o més.
L'edat mediana era de 38 anys. Per cada 100 dones de 18 o més anys hi havia 99,8 homes.
La renda mediana per habitatge era de 60.729 $ i la renda mediana per família de 63.487$. Els homes tenien una renda mediana de 42.065 $ mentre que les dones 30.882$. La renda per capita de la població era de 23.175$. Entorn de l'1,5% de les famílies i l'1,9% de la població estaven per davall del llindar de pobresa.